# Gütchen (Solingen)
Gütchen ist eine Hofschaft in der bergischen Großstadt Solingen.

## Lage und Beschreibung
Gütchen befindet sich im westlichen Teil des Solinger Stadtteils Gräfrath in der Nähe der Stadtgrenze zu Haan sowie der Stadtteilgrenze zu Wald. Der Ort liegt am Ufer des Holzer Bachs, der durch das gleichnamige Bachtal fließt und im Süden in die Itter mündet. Gütchen ist über eine nach dem Ort benannte Stichstraße von der Eipaßstraße aus zu erreichen. Der Ort besteht aus mehreren Wohn- und landwirtschaftlichen Nebengebäuden, die sich in einem Halbkreis um das Ende der Straße verteilen. Nach Norden erhebt sich das Gelände in Richtung der Autobahn 46, dort befinden sich die zur Hofschaft gehörenden landwirtschaftlichen Flächen. Ein historisches Brunnenhäuschen, das heute unter Denkmalschutz steht, befindet sich versteckt hinter Hecken im Zentrum der Hofschaft.
Benachbarte Orte sind bzw. waren (von Nord nach West): Wibbeltrath, Maiseiche, Fürkeltrath, Buxhaus, Neu-Eipaß, Itterbruch, Kratzkotten, Bausmühle, Holz und Backesheide.

## Etymologie
Der Ortsname Gütchen beschreibt ein kleines Gut, einen kleinen Bauern- oder Gutshof.

## Geschichte
Die Hofschaft Gütchen lässt sich bis in das 16. Jahrhundert zurückverfolgen. Im Jahre 1594 findet sich mit Caspar zum Gütgen in den Urkunden der erste Nachweis über den Ort. Im Jahre 1715 ist der Ort in der Karte Topographia Ducatus Montani, Blatt Amt Solingen, von Erich Philipp Ploennies mit einer Hofstelle verzeichnet, und als K.Götgen benannt. Er gehörte zur Honschaft Itter innerhalb des Amtes Solingen. Die Topographische Aufnahme der Rheinlande von 1824 verzeichnet den Ort hingegen nicht. Die Preußische Uraufnahme von 1843 verzeichnet den Ort als Gütgen, in der Topographischen Karte des Regierungsbezirks Düsseldorf von 1871 ist der Ort ebenfalls als Gütgen verzeichnet.
Nach Gründung der Mairien und späteren Bürgermeistereien Anfang des 19. Jahrhunderts gehörte der Ort zur Bürgermeisterei Wald, dort lag er in der Flur II. (Holz). 1815/16 lebten 46, im Jahr 1830 52 Menschen im als Weiler bezeichneten Gütgen. 1832 war der Ort Teil der Ersten Dorfhonschaft innerhalb der Bürgermeisterei Wald. Der nach der Statistik und Topographie des Regierungsbezirks Düsseldorf als „Hofstatt“ kategorisierte Ort besaß zu dieser Zeit neun Wohnhäuser und sechs landwirtschaftliche Gebäude. Zu dieser Zeit lebten 84 Einwohner im Ort, davon 14 katholischen und 80 evangelischen Bekenntnisses. Die Gemeinde- und Gutbezirksstatistik der Rheinprovinz führt den Ort 1871 mit zwölf Wohnhäusern und 59 Einwohnern auf. Im Gemeindelexikon für die Provinz Rheinland von 1888 werden für Gütchen 13 Wohnhäuser mit 52 Einwohnern angegeben. 1895 besitzt der Ortsteil zehn Wohnhäuser mit 54 Einwohnern, 1905 werden zehn Wohnhäuser und 39 Einwohner angegeben.

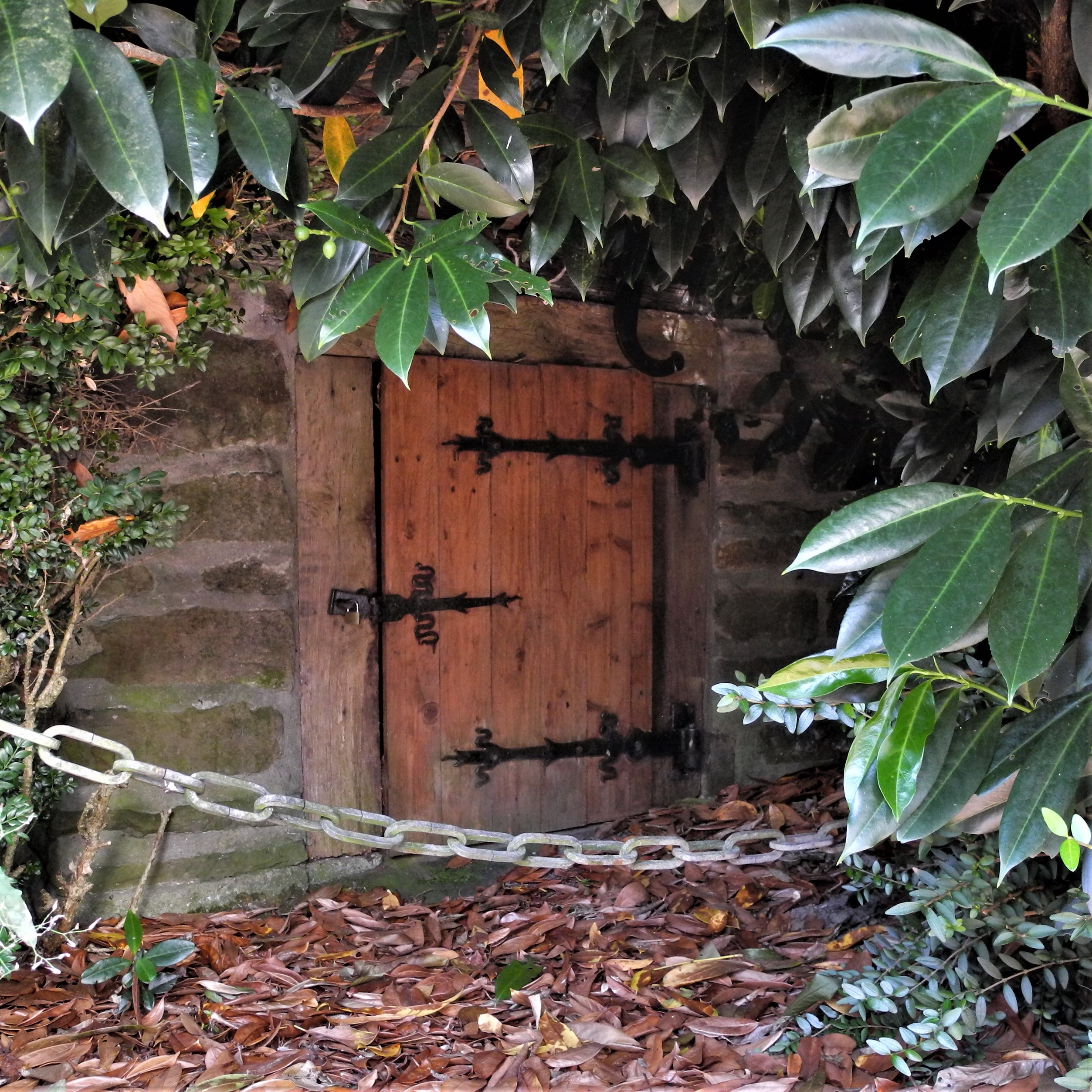
Denkmalgeschütztes Brunnenhäuschen in Gütchen

Mit der Städtevereinigung zu Groß-Solingen im Jahre 1929 wurde Gütchen ein Ortsteil Solingens. Seit dem Jahre 1985 steht in der Hofschaft ein historisches Brunnenhäuschen unter Denkmalschutz. Bei Gütchen befindet sich auch das Naturfreundehaus Holzerbachtal, der Ort gehört nach heutigen Stadtbezirksgrenzen zu Solingen-Gräfrath.